# مدام رولاند
ماري جين مانون رولاند دي لا بلاتير (باريس، 17 مارس 1754 - باريس، 8 نوفمبر 1793)، ولدت ماري جين فيليبون، والمعروفة باسم مدام رولان، كانت ثورية فرنسية وصاحبة صالون أدبي وكاتبة.
في البداية، عاشت حياة هادئة كمفكرة إقليمية مع زوجها الاقتصادي جان ماري رولاند دي لا بلاتير. أصبحت مهتمة بالسياسة فقط عندما اندلعت الثورة الفرنسية عام 1789. أمضت السنوات الأولى من الثورة في ليون، حيث انتخب زوجها في مجلس المدينة. خلال هذه الفترة طورت شبكة اتصالات مع السياسيين والصحفيين. نُشرت تقاريرها عن التطورات في ليون في الصحف الثورية الوطنية.
في عام 1791 م استقر الزوجان في باريس، حيث سرعان ما رسخت مدام رولاند نفسها كشخصية قيادية داخل المجموعة السياسية جيروندان، إحدى الفصائل الثورية الأكثر اعتدالًا. كانت معروفة بذكائها وتحليلاتها السياسية الذكية ومثابرتها، وكانت من أعضاء جماعات الضغط والمفاوضة الجيدة. كان الصالون الأدبي الذي استضافته في منزلها عدة مرات في الأسبوع مكان اجتماع مهم للسياسيين. ومع ذلك، كانت مقتنعة أيضًا بتفوقها الفكري والأخلاقي وأبعدت القادة السياسيين المهمين مثل روبسبير ودانتون.
عندما أصبح زوجها فجأة وزيرًا للداخلية بشكل عام 1792، نما نفوذها السياسي. كانت تسيطر على محتوى الخطابات الوزارية والمذكرات والخطب، وشاركت في القرارات المتعلقة بالتعيينات السياسية، وكانت مسؤولة عن مكتب أُنشئ للتأثير على الرأي العام في فرنسا. كتبت مدام رولاند مذكراتها أثناء سجنها في الأشهر التي سبقت إعدامها. وكانت مصدر قيم للمعلومات حول السنوات الأولى للثورة الفرنسية.

## السنوات المبكرة

### طفولة
ماري جين فيليبون، المعروفة باسم مانون، كانت ابنة نقاش بيير جاتيان فيليبون وزوجته مارغريت بيمونت. كان والدها يدير عملًا تجاريًا ناجحًا وعاشت العائلة في ازدهار معقول في باريس. كانت الطفلة الوحيدة الباقية على قيد الحياة. مات ستة أشقاء في سن الطفولة. عاشت أول عامين من حياتها مع ممرضة في أرجون، وهي بلدة صغيرة جنوب شرق باريس.
علمت مانون نفسها أن تقرأ عندما كانت في الخامسة من عمرها، وخلال دروس التعليم المسيحي، لاحظ الكهنة المحليون أيضًا أنها كانت ذكية جدًا. لذلك، ولأنها كانت طفلة وحيدة، فقد تلقت تعليمًا أكثر مما كان معتادًا بالنسبة لفتاة من خلفيتها الاجتماعية في ذلك الوقت؛ ومع ذلك، فإنه لا يزال أقل من مستوى التعليم الذي كان سيحصل عليه الصبي. جاء المعلمون إلى منزل العائلة لمواضيع مثل الخط والتاريخ والجغرافيا والموسيقى. علمها والدها الرسم وتاريخ الفن، وأعطاها عمها الذي كان قسيسًا بعض دروس اللغة اللاتينية، وكانت جدتها، التي كانت مربية، تهتم بالتهجئة والقواعد. بالإضافة إلى ذلك، تعلمت من والدتها كيفية إدارة المنزل.
عندما كانت طفلة، كانت متدينة للغاية. بناء على طلبها الخاص، عاشت في دير لمدة عام لتجهز نفسها للمناولة الأولى عندما كانت في الحادية عشرة من عمرها. بعد بضع سنوات فقط، بدأت في التشكيك في مذاهب الكنيسة الرومانية الكاثوليكية. على الرغم من أنها ابتعدت في النهاية عن الكنيسة، إلا أنها استمرت في الإيمان طوال حياتها بوجود الله، وخلود الروح، والالتزام الأخلاقي بفعل الخير.

## الدراسة والكتابة
بعد عودتها إلى منزلها من الدير، تلقت القليل من التعليم الرسمي الإضافي لكنها واصلت القراءة والدراسة بشكل ذاتي. قرأت كتبًا حول جميع المواضيع: التاريخ والرياضيات والزراعة والقانون. طورت شغفها بالكلاسيكيات. مثل العديد من معاصريها، استلهمت إلهامها من السير الذاتية لمشاهير اليونانيين والرومان في كتاب بلوتارخ.
تشكلت أفكار مانون فيليبون حول العلاقات الاجتماعية في فرنسا، من بين أمور أخرى، من خلال زيارة معارف جدتها في بلاط قصر فرساي. لم تتأثر بسلوك الخدمة الذاتية للأرستقراطيين الذين قابلتهم. وجدت أنه من اللافت للنظر أن الناس حصلوا على امتيازات بسبب عائلاتهم وليس على أساس الجدارة. انغمست في الفلسفة، لا سيما في أعمال جان جاك روسو؛ أثرت أفكاره الديمقراطية بشدة على تفكيرها في السياسة والعدالة الاجتماعية. كان روسو أيضًا مهمًا جدًا لها في مجالات أخرى. قالت لاحقًا إن كتبه أوضحت لها كيف تعيش حياة سعيدة ومرضية. طوال حياتها، كانت تعيد قراءة روسو جولي، وتستخدمها كمصدر للإلهام.
كانت غير راضية عن الفرص المتاحة لها كامرأة وكتبت لأصدقائها أنها كانت تفضل العيش في العصر الروماني. لفترة من الوقت، فكرت بجدية في تولي أعمال والدها. لقد تراسلت مع عدد من الرجال الأكبر سنًا المثقفين - معظمهم من عملاء والدها - الذين عملوا كموجهين فكريين. بدأت في كتابة مقالات فلسفية بنفسها وزعتها بمخطوطة بين صديقاتها تحت عنوان (العمل من أجل الاسترخاء). في عام 1777، شاركت في مسابقة في كتابة المقالات حول موضوع كيف يمكن لتعليم المرأة أن يساعد في جعل الرجل أفضل. لم يحصل مقالها على جائزة.

## قبل الثورة

### زواج
في الوسط الاجتماعي لفليبون، كان من غير المعتاد أن لا تتزوج امرأة شابة مثل مانون فيليبون، وهي الطفلة الوحيدة لأبوين ميسورين إلى حد ما، في سن العشرين. تلقت ما لا يقل عن عشر عروض زواج، لكنها رفضتها جميعها. عاشت قصة حب قصيرة مع الكاتب باهين دي لا بلانشيري، والتي انتهت بالنسبة لها بخيبة أمل مؤلمة.
في عام 1776، التقت مانون فليبون بجان ماري رولاند دي لا بلاتير، الذي كان يكبرها بعشرين عامًا. كان مفتشًا للمصنوعات في بيكاردي، ومن ثمَّ كان مسؤولًا عن مراقبة جودة منتجات المصنِّعين المحليين والحرفيين. كان خبيرًا في مجال الإنتاج والتجارة والسياسة الاقتصادية، وخاصة صناعة النسيج. لقد كان ذكيًا، وجيد القراءة، ومسافرًا جيدًا، لكنه كان معروفًا أيضًا بأنه إنسان صعب المراس: متردد في أخذ أي آراء بعين الاعتبار باستثناء آرائه وسهل الانزعاج. لهذا السبب، غالبًا ما لم ينجح في تنفيذ الإصلاحات الاقتصادية التي كان يفضلها، ولم تكن حياته المهنية ناجحة كما كان يعتقد أنه يستحقها.
كانت عائلة رولاند تنتمي ذات يوم إلى طبقة النبلاء الدنيا، ولكن بحلول نهاية القرن الثامن عشر لم تعد تحمل لقبًا. كان هناك اختلاف واضح في الحالة الاجتماعية مقارنة بأسرة الحرفيين وأصحاب المتاجر. كان هذا هو سبب رفضها لأول عرض زواج لرولاند عام 1778. لكن بعد عام وافقت عليه. احتفظت بخطط الزفاف في البداية طي الكتمان لأن رولاند توقع اعتراضات من عائلته. وفقًا لمعايير ذلك الوقت، كان هذا خللًا: زواج يعتبر غير مناسب بسبب الاختلاف الكبير في الوضع الاجتماعي بين الزوجين.
تزوجا في فبراير 1780 وعاشا في البداية في باريس، حيث عمل رولاند في وزارة الداخلية. منذ البداية، ساعدت مدام رولاند زوجها في عمله، حيث كانت تعمل كسكرتيرة له إلى حد ما. في أوقات فراغها، حضرت محاضرات عن التاريخ الطبيعي في حديقة النباتات في باريس. هنا قابلت لويس أوغسطين بوسك دانتيك، مؤرخ طبيعي ظل صديقًا مقربًا حتى وفاتها. صداقتها مع فرانسوا كزافييه لانثيناس، الذي أصبح فيما بعد عضوًا في البرلمان، تعود أيضًا إلى هذا الوقت.